# Ageville
Ageville ist eine französische Gemeinde mit 302 Einwohnern (Stand: 1. Januar 2022) im Département Haute-Marne in der Region Grand Est (bis 2015 Champagne-Ardenne). Sie gehört zum Arrondissement Chaumont und zum Gemeindeverband Chaumont. Die Bewohner nennen sich Agevillois und Agevilloises.

## Geografie
Die Gemeinde Ageville liegt am westlichen Rand der Landschaft Bassigny nördlich des Plateaus von Langres, 17 Kilometer östlich der Départements-Hauptstadt Chaumont. Das 19,55 km² umfassende Gemeindegebiet zeigt in der Mitte und im Osten eine Mischung aus Feldern, Wiesen und kleineren Waldstücken. Das westliche Drittel der Gemeinde wird von einem Wald eingenommen (Forêt Domaniale d’Ageville), der Teil eines weitaus größeren Waldgebietes ist und im Westen bis an die Stadt Chaumont heranreicht. Das Flüsschen Seuillon mündet an der südöstlichen Gemeindegrenze in den Rognon, der die Gemeinde in Süd-Nord-Richtung durchströmt. Den höchsten Punkt in der Gemeinde bildet der 449 m hohe Le Buisson Brûlé im Süden. Zur Gemeinde zählen die Ortsteile Le Moulin d’Ageville und Le Févry.Umgeben wird Ageville von den Nachbargemeinden Esnouveaux im Norden, Millières im Nordosten, Mennouveaux m Osten, Lanques-sur-Rognon im Süden, Biesles im Südwesten und Westen sowie Bourdons-sur-Rognon (Berührungspunkt) im Nordwesten.

## Bevölkerungsentwicklung
| Jahr      | 1962 | 1968 | 1975 | 1982 | 1990 | 1999 | 200 | 2013 | 2021 |
| Einwohner | 241  | 234  | 240  | 310  | 297  | 292  | 303 | 307  | 315  |

Im Jahr 1851 wurde mit 520 Bewohnern die bisher höchste Einwohnerzahl ermittelt. Die Zahlen basieren auf den Daten von cassini.ehess.fr und INSEE.

## Sehenswürdigkeiten
- Kirche Saint-Gengoulf, seit 1928 als Monument historique eingeschrieben[3]
- Monumentales Friedhofskreuz aus dem 16. Jahrhundert, seit 1928 als Monument historique eingeschrieben[4]
- Namenlose Kapelle im Weiler Le Févry

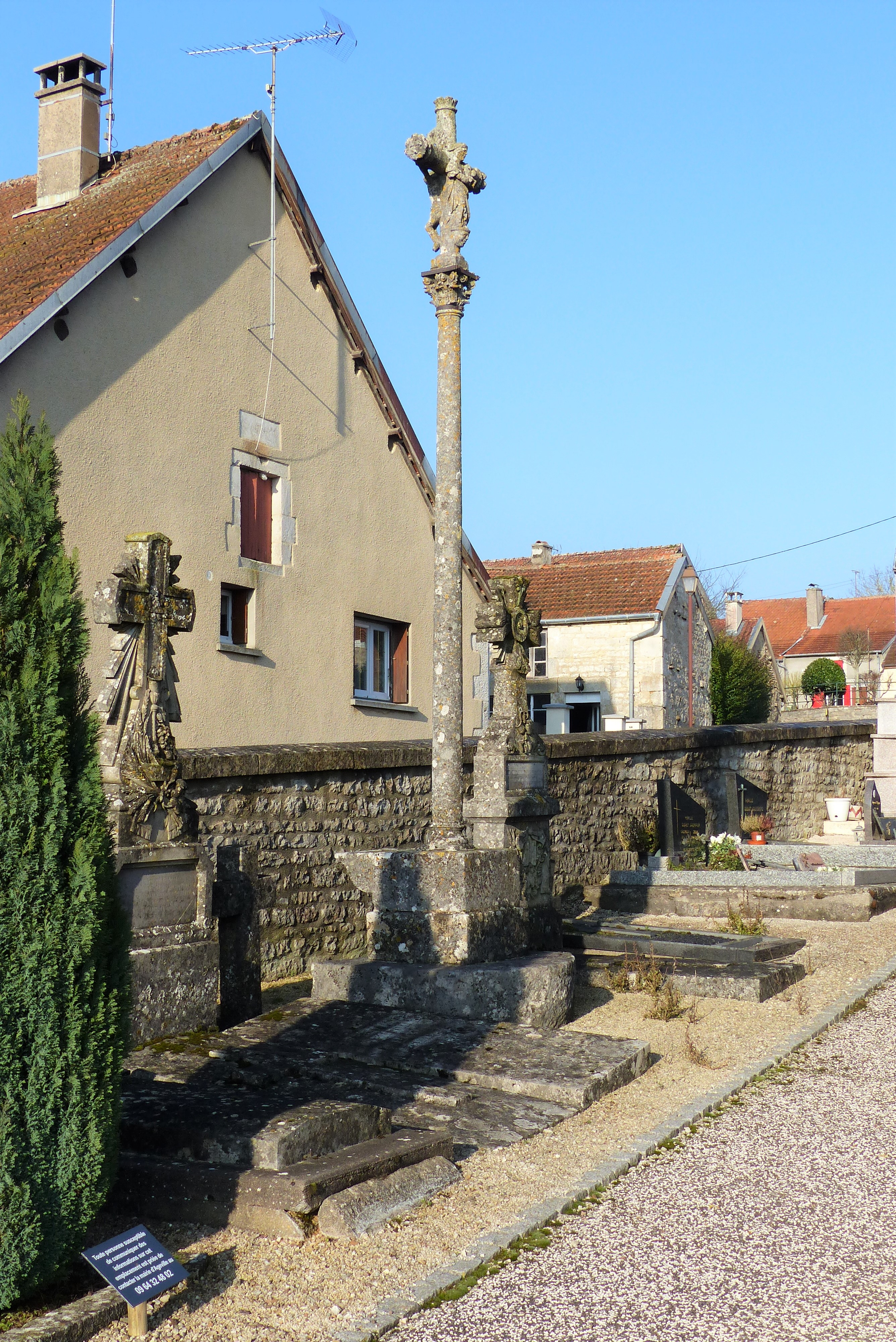
Denkmalgeschütztes Friedhofskreuz

- Flurkreuz

## Wirtschaft und Infrastruktur
In der Gemeinde Ageville sind vier Landwirtschaftsbetriebe ansässig (Getreideanbau, Viehzucht, eine Weinkellerei).
Ageville liegt an der Straße D1 von Rimaucourt nach Nogent. 22 Kilometer südöstlich besteht in der Gemeinde Val-de-Meuse ein Anschluss an die Autoroute A 31 von Nancy nach Dijon. Der Bahnhof in der 23 Kilometer östlich gelegenen Gemeinde Merrey liegt an den Bahnstrecken Culmont-Chalindrey–Toul und Merrey–Hymont-Mattaincourt.

## Belege
1. ↑  Ageville auf cassini.ehess.fr
2. ↑  Ageville auf insee.fr
3. ↑  Eintrag Nr. PA00078931 in der Base Mérimée des französischen Kulturministeriums (französisch)
4. ↑  Eintrag Nr. PA00078930 in der Base Mérimée des französischen Kulturministeriums (französisch)